# 薩拉托加鎮區 (內布拉斯加州霍爾特縣)
薩拉托加鎮區（英語：Saratoga Township）是位於美國內布拉斯加州霍爾特縣的一個行政鎮區。

## 地方資料
薩拉托加鎮區的面積為138.67平方千米，當中陸地面積為138.50平方千米，而水域面積為0.16平方千米。根據2020年美國人口普查的數據，當地共有人口43人，而人口密度為每平方千米0.31人。